# 델 우드
델 우드(Del Wood, 1920년 2월 22일 ~ 1989년 10월 3일)는 미국의 피아니스트이다. '홍키 통크 피아노의 여왕'이라고도 불리는 래그타임 피아노 주자. 테네시주 내슈빌 태생으로 5세부터 피아노를 배워 클래식 음악에 뜻을 두었으나 래그타임의 매력에 이끌려 파퓰러로 전향했다. 1951년에 <다운 얀더>의 히트 레코드를 만들어 인기를 모았으며 여류 래그타임 피아니스트로서는 희귀한 존재이다. '홍키 통크 피아노의 여왕'이라고도 불리는 래그타임 피아노 주자. 테네시주 내슈빌 태생으로 5세부터 피아노를 배워 클래식 음악에 뜻을 두었으나 래그타임의 매력에 이끌려 파퓰러로 전향했다. 1951년에 <다운 얀더>의 히트 레코드를 만들어 인기를 모았으며 여류 래그타임 피아니스트로서는 희귀한 존재이다.